# دمي ودموعي وابتسامتي (فلم)
دمي ودموعي وابتسامتي فيلم من تأليف إحسان عبد القدوس وإخراج حسين كمال صدر عام 1973م.

## قصة الفيلم
الفيلم هو عبارة عن دراما اجتماعية شديدة القسوة عن ناهد التي يتم تزويجها لشاب كستار لعلاقة آثمة مع رجل أعمال كبير، وبموافقة الزوج الرسمي تضحي بالشاب الذي تبادل معها الحب بصدق من أجل إنقاذ أسرتها من شظف العيش.

## البطولة
بطولة: نجلاء فتحي – نور الشريف – حسين فهمي – كمال الشناوي – صلاح نظمي